# Dekanat Bydgoszcz V
Dekanat Bydgoszcz V – jeden z dwudziestu jeden dekanatów w rzymskokatolickiej diecezji bydgoskiej.

## Parafie
W skład dekanatu wchodzi 8 bydgoskich parafii:
| Lp | Miejscowość / parafia                                                                             | Rok erygowania | Patron                                          | Odpust parafialny                 | Uwagi | Zdjęcie |
| -- | ------------------------------------------------------------------------------------------------- | -------------- | ----------------------------------------------- | --------------------------------- | --- | ------- |
| 1  | Bydgoszcz (Stary Fordon, Kasztelanka) św. Mikołaja                                                | 1375-1413      | św. Mikołaj z Miry                              | 6 grudnia                         | Protoplastą była parafia św. Marii Magdaleny w Wyszogrodzie z XII wieku; neobarokowy kościół parafialny (w rejestrze zabytków) wzniesiono w latach 1927-1929, a kaplica boczna jest zachowanym prezbiterium starej świątyni z XVI w.; przy parafii znajduje się dom zakonny sióstr szarytek; www |         |
| 2  | Bydgoszcz (Przylesie, Szybowników) Matki Boskiej Królowej Męczenników i św. Jana Pawła II Papieża | 1983           | Matka Boża Królowa Męczenników św. Jan Paweł II | 7 października 22 października    | kościół parafialny w 2014 ustanowiono Bazyliką Mniejszą, od 2008 Sanktuarium Królowej Męczenników, Kalwaria bydgoska – Golgota XX wieku; w gestii parafii znajduje się kaplica przy Centrum Onkologii i Domu Sue Ryder; www                                                                      |         |
| 3  | Bydgoszcz (Bajka, Bohaterów) św. Mateusza Apostoła i Ewangelisty                                  | 1985           | św. Mateusz Ewangelista                         | 21 września                       | www |         |
| 4  | Bydgoszcz (Stary Fordon, Nad Wisłą) św. Jana Apostoła                                             | 1990           | św. Jan Ewangelista                             | 27 grudnia                        | Kościół parafialny poewangelicki z 1879 roku (w rejestrze zabytków); www |         |
| 5  | Bydgoszcz (Tatrzańskie, Mariampol) św. Marka                                                      | 1990           | św. Marek Ewangelista                           | 31 stycznia, 25 kwietnia, 24 maja | W parafii posługują salezjanie; przy parafii znajduje się dom zakonny Św. Jana Bosko oraz Zespół Szkół Collegium Salesianum; www |         |
| 6  | Bydgoszcz (Pałcz) św. Łukasza Ewangelisty i św. Rity                                              | 1992           | św. Łukasz Ewangelista                          | 18 października                   | www |         |
| 7  | Bydgoszcz (Eskulapa) św. Faustyny Kowalskiej                                                      | 2017           | św. Faustyna Kowalska                           | 5 października                    | Kościół w budowie; www |         |